# 中沖満
中沖 満（なかおき みつる、1932年3月3日 - 2007年8月14日）は、自動車の塗装工、自動車関連のライター、浅間ミーティングクラブ初代理事長である。
ライターとしては、2輪車と4輪車の雑誌を中心に活躍した。バイク雑誌『ライダースクラブ』（枻出版社）内の連載「鉄と心とふれあいと」が特に有名。
1975年に仲間と共に浅間ミーティングクラブ設立に関与。

## 来歴
- 1932年 - 東京都生。旧制九段中学（現・千代田区立九段中等教育学校）中退。
- 1948年9月 - わたびき自動車工業（株）に入社。塗装工として34年間従事。
- 1975年 - 「浅間ミーティングクラブ」設立に関与。初代理事長に就任。
- 1983年 - 綿引自動車工業を退社。フリーのライターとして活動を開始。

## 主な著書
単著
- 『懐かしの高性能車II』グランプリ出版、2000年8月。ISBN 978-4876872138。
- 『懐かしの高性能車I』グランプリ出版、2000年7月。ISBN 978-4876872121。
- 『クルマ&バイクの塗装術』グランプリ出版、1998年12月。ISBN 978-4876871995。
- 『懐かしの軽自動車』グランプリ出版、1998年1月。ISBN 978-4876871896。
- 『ぼくの素敵な仲間たち』グランプリ出版、1986年8月。ISBN 978-4906189496。
- 『ぼくのキラキラ星 - オートバイと仲間達と』グランプリ出版、1983年1月。ISBN 978-4906189137。

共著
- 『国産トラックの歴史』（初版）グランプリ出版、2005年10月26日 発行。ISBN 978-4876872763。
- 『サーキットの軌跡』（初版）グランプリ出版。ISBN 978-4906189564。
- 『オートバイグラフィティ - ジャパニーズ・バイク・ヒストリー』CBS・ソニー出版、1984年10月。ISBN 978-4789701518。